# Friedrich Wilhelm Bautz
Friedrich Wilhelm Bautz (Brambauer, un distrito exterior de Lünen, en Renania del Norte-Westfalia, 20 de diciembre de 1906 - Dortmund, 19 de agosto de 1979) fue un teólogo protestante y biógrafo alemán, autor principal de una gran obra de referencia biográfico-bibliográfica cristiana en varios volúmenes, el Biographisch-Bibliographisches Kirchenlexikon / Léxico biográfico-bibliográfico eclesiástico (BBKL).

## Biografía
Bautz estudió teología en Münster, Bethel (Bielefeld), Berlín y Tübingen. Desde febrero de 1939 fue pastor en la Casa Franz Arndt, un hogar para discapacitados en Volmarstein. Más tarde lo fue en Kriescht y Annarode. De 1954 a 1958 trabajó como editor para la casa Neukirchener Verlagsgesellschaft y, al mismo tiempo, como representante parroquial en la iglesia del pueblo de Stiepel. En 1959 se hizo cargo de una suplencia por enfermedad en Witten-Heven. En la biblioteca estatal y municipal de Dortmund y en la biblioteca estatal y universitaria de Münster, Bautz trabajó en un Léxico biográfico-bibliográfico eclesiástico (BBKL), obra de referencia de la que se le considera fundador.
Con la profesora de piano Else Bautz, de soltera Schlimm, con quien se casó en 1939, tuvo tres hijos, una hija y dos varones, de los cuales Traugott Bautz (1945-2020) continuó el Léxico biográfico-bibliográfico eclesiástico. Ahora (2023) está dirigido por Uta Timpe-Bautz.

## ElLéxico biográfico-bibliográfico eclesiástico
Con más de 20.000 artículos sobre personas fallecidas, el BBKL se considera una importante fuente de información biográfica sobre personas en la historia de la iglesia y la filosofía. Editado por la Verlag Traugott Bautz (Nordhausen), además de referir datos biográficos relevantes sobre personajes de los campos de la teología, la historia, la literatura, la música, la pintura, la educación y la filosofía y consignar la evolución de sus trabajos, el BBKL contiene bibliografías de las obras de las personas enumeradas, así como una selección de literatura secundaria. Los errores, ausencias e insuficiencias se corrigen en la edición en línea de esta obra mediante adiciones y suplementos; esta versión electrónica está disponible desde 1996. La versión impresa consta de 14 vols y 31 de suplementos, 44 volúmenes en total en 2022. El volumen final 14 incluye el primer suplemento.

## Selección de obras
- Meine Seele ist stille zu Gott ("Mi alma guarda silencio ante Dios"). Witten 1936, OCLC  71985261 .
- Er weiß dein Leid und heimlich Grämen. Trostbüchlein ("Él conoce tu sufrimiento y tus agravios secretos. Folleto de consuelo"). Constanza 1939, OCLC 71985252 .
- Dein Weggenosse - Ein Kurzandachtsbuch für das Jahr 1949 ("Tu compañero: un breve libro devocional para el año 1949"). Constanza 1948, OCLC 312471709.
- Wir haben einen Gott, der da hilft. Feierstunde in der Gemeinde zum Jahresschluß ("Tenemos un Dios para ayudar. Celebración en la comunidad al final del año"). Witten 1948, OCLC 73243692 .
- Siegend schreitet Jesus über Land und Meer ("Jesús camina victorioso sobre la tierra y el mar") (= Glaubenshelden und Gottesstreiter ["Héroes de la fe y guerreros de Dios"]. Volumen 1). Constanza 1949, OCLC 458669323 .
- Es kostet viel, ein Christ zu sein ("Cuesta mucho ser cristiano") (= Glaubenshelden und Gottesstreiter ["Héroes de la fe y guerreros de Dios"]. Volumen 2). Constanza 1949, OCLC 312471529 .
- Verheißungslicht und Erfüllungsfreude. Eine Weihnachtsfeierstunde in der Sonntagsschule. ¿Fue brachte uns die Weihnacht? Eine Weihnachtsfeierstunde in der Gemeinde. Gestaltung der Feier und Auswahl der Texte ("Promesa y alegría de cumplimiento. Una fiesta de Navidad en la Escuela Dominical. ¿Qué nos trajo la Navidad? Una fiesta de Navidad en la comunidad. Diseño de la celebración y selección de textos) (= Evangeliums-Gedichte [ "Poemas del Evangelio"]. Cuaderno 29/30). Witten 1948, OCLC 73243687 .
- Die Neuapostolischen. Eine Darstellung ihrer Geschichte, Lehre und Verfassung und ihre Beurteilung im Lichte der Bibel ("Los nuevos apostólicos. Una presentación de su historia, doctrina y constitución y su evaluación a la luz de la Biblia") (= Kelle und Schwert ["Trowel y Espada"]. Cuaderno 81). Witten 1949, OCLC 613878716 .
- Ein Christ kann ohne Kreuz nicht sein ("Un cristiano no puede estar sin una cruz") (= Kreuzträger unter den Liederdichtern ["Portador de la cruz entre los compositores]". Volumen 3). Baden-Baden 1952, OCLC 632545745 .
- ¡Von Gott hará ich nicht lassen! ("¡No quiero dejar ir a Dios!") (= Kreuzträger unter den Liederdichtern ["Portador de la cruz entre los compositores]". Volumen 2). Baden-Baden 1952, OCLC 632545769 .
- Worte für die Stille ("Palabras para el silencio"). Witten 1952, OCLC 73243697 .
- Festliche Stunden im Frühling. Ich singe mit, wenn alles singt. Eine Frühlingsfeier für die Sonntagsschule und den Jugendkreis. Gedicht für das Fest der Himmelfahrt. Vorlese- und Vortragsstoff für den Muttertag ("Horas festivas en primavera. Canto cuando todo está cantando. Una celebración primaveral para la Escuela Dominical y el círculo juvenil. Poema para la Fiesta de la Ascensión. Material de lectura y conferencias para el Día de la Madre") (= Evangeliums-Gedichte ["Poemas evangélicos"]. Cuaderno 38/39). Witten 1953, OCLC 1071279995 .
- Irrlehren im Lichte der heiligen Schrift ("Herejías a la luz de las Escrituras"). Bielefeld 1954, OCLC 1068337360 .
- Die Christliche Wissenschaft ("La Ciencia Cristiana") (= Kelle und Schwert ["Paleta y espada"]. Cuaderno 83). Witten 1954, OCLC 73243694 .
- Jesús ist kommen, Grund ewiger Freude. Eine Weihnachtsfeier in der Sonntagschule ("Jesús viene, motivo del gozo eterno. Una fiesta de Navidad en la escuela dominical") (= Evangeliums-Gedichte ["Poemas evangélicos"]. Cuaderno 33). Witten 1954, OCLC 73476592 .
- Anthroposophie und Christengemeinschaft ("Antroposofía y comunidad cristiana") (= Kelle und Schwert ["Paleta y espada"]. Cuaderno 88). Witten 1954, OCLC 73227199 .
- Die Adventisten vom Siebenten Tage. Eine Darstellung ihrer Geschichte und Lehre und ihre Beurteilung im Lichte der Bibel ("Los Adventistas del séptimo día. Una presentación de su historia y enseñanza y su evaluación a la luz de la Biblia") (= Kelle und Schwert . Cuaderno 82). Witten 1955, OCLC 1070938622.
- Erntedank. Feierstunde in der Gemeinde zum Erntedankfest ("Acción de Gracias. Celebración en la congregación de Acción de Gracias") (= Evangeliums-Gedichte ["Poemas evangélicos"]. Cuaderno 32/32a). Witten 1954, OCLC 73476592 .
- Verderbliche Irrlehren ("Herejías perecederas") (= Kelle und Schwert ["Paleta y espada"]. Cuaderno 15). Witten 1955, OCLC 1072750376 .
- Die Weihnachtsgeschichte in Wort und Lied. Eine Weihnachtsfeierstunde in der Sonntagsschule ("La historia de Navidad en palabras y canciones. Una celebración navideña en la escuela dominical") (= Evangeliums-Gedichte ["Poemas evangélicos"]. Cuaderno 48/49). Witten 1956, OCLC 73243690 .
- Verderbliche Irrlehren. Worte der Aufklärung und Abwehr ("Herejías perecederas. Palabras de iluminación y defensa") (= Kelle und Schwert ["Paleta y espada"]. Cuaderno 15). Witten 1956, OCLC 73243679 .
- Er füllt leere Hände. Tägliche Andachten ("Él llena las manos vacías. Devociones diarias"). Neukirchen-Vluyn 1965, OCLC 917426021 .
- In Gottes Schule. Ein Buch der Hilfe und des Trostes ("En la escuela de Dios. Un libro de ayuda y consuelo"). Stuttgart 1965, OCLC 73243684 .
- In keinem andern ist das Heil. Eine Christusverkündigung aus alter und neuer Zeit ("En ningún otro está la salvación. Una proclamación de Cristo desde los tiempos antiguos y nuevos"). Gladbeck 1966, OCLC 6954953 .
- Das Wort vom Kreuz: Evangelische und katholische Theologen verkünden Christus, den Gekreuzigten ("La palabra de la cruz: teólogos protestantes y católicos proclaman a Cristo Crucificado"). Einsiedeln/Zürich/Köln 1967, OCLC 73929176 .
- La parola della croce: teologi evangelici e cattolici annunciano Cristo il crocifisso (= Espiritualidad del nostro tempo ). Asís 1969, OCLC 72394994 .
- Für dich – Für heute. Ein Wort der Heiligen Schrift als Geleit für den Tag ("Para ti – Para hoy. Una palabra de la Sagrada Escritura como acompañamiento para el día"). Ratisbona 1974, ISBN 3772200834.
- Die Mormonen. Worte der Aufklärung und Abwehr ("Los Mormones. Palabras de iluminación y defensa"). Gladbeck 1976, ISBN 3-7958-0028-5.
- Adventisten. Worte der Aufklärung und Abwehr ("Adventistas. Palabras de iluminación y defensa"). Gladbeck 1976, ISBN 3795800870.
- Die Christengemeinschaft, einschließlich Anthroposophie. Worte der Aufklärung und Abwehr ("La comunidad cristiana, incluida la Antroposofía. Palabras de iluminación y defensa"). Gladbeck 1976, ISBN 3-7958-0018-8.
- Die „Christliche Wissenschaft“. Worte der Aufklärung und Abwehr ("La 'Ciencia cristiana'. Palabras de ilustración y defensa"). Gladbeck 1976, ISBN 3-7958-0008-0.
- Die Pfingstbewegung. Worte der Aufklärung und Abwehr ("El movimiento pentecostal. Palabras de iluminación y defensa"). Gladbeck 1976, ISBN 3-7958-0038-2.
- Die Zeugen "Jehovas". Worte der Aufklärung und Abwehr ("Testigos de Jehová. Palabras de iluminación y defensa"). Gladbeck 1976, ISBN 3795800978.